# Emancipation (película)

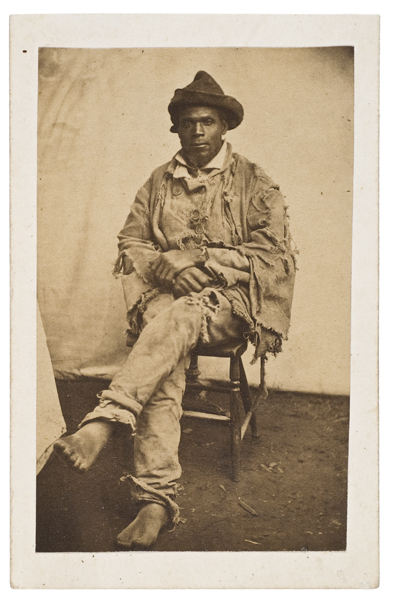
Gordon.

Emancipation es una película de género drama dirigida por Antoine Fuqua y protagonizada por Will Smith. La película está disponible en  Apple TV+ y ha recaudado un total de 120 millones de dólares en taquilla.

## Sinopsis
Un Film de Antoine Fuqua.
Inspirada en la conmovedora historia real de un hombre dispuesto a cualquier cosa por su familia, y por la Libertad. Cuando Peter, un hombre esclavizado, arriesga su vida por escapar y regresar con su familia, se embarca en una peligrosa travesía de amor y resiliencia.

## Reparto
- Will Smith - Peter
- Ben Foster - Fassel
- Charmaine Bingwa - Dodienne
- Steven Ogg - Ordnance Sergeant Howard
- Mustafa Shakir - Andre Cailloux
- Jayson Warner Smith - Captain John Lyons
- Gilbert Owuor - Gordon
- Grant Harvey - Leeds
- Ronnie Gene Blevins - Harrington
- Jabbar Lewis - Tomas
- Michael Luwoye - John
- Aaron Moten - Knowls
- Imani Pullum - Betsy
- David Denman - General William Dwight

## Rodaje
La película de Apple TV+ se filmó en Nueva Orleans y sus alrededores, en el estado de Luisiana. La filmación del proyecto comenzó en julio de 2021 y duró varios meses antes de terminar a principios de 2022 antes de la desafortunada ceremonia de los Oscar. La elección de Luisiana como principal lugar de rodaje es muy apropiada, dado que la historia original se desarrolla en el mismo estado. Emancipation: en qué se inspira la nueva película de Will Smith la grabación se centró en la ciudad de Nueva Orleans, mientras que el equipo de filmación también se aventuró a la Plantación Rosedown en St. Francisville, así como a la Plantación Ardoyne en las afueras de Houma. Algunos de los proyectos más notables que se han filmado en Luisiana incluyen las películas: Where The Crawdads Sing, Django Unchained, 12 Years a Slave, Green Book y Logan, entre otras.

## Lanzamiento
Apple TV+, la plataforma televisiva de la compañía tecnológica, estrenará el próximo 9 de diciembre “Emancipation”, la primera película que Will Smith protagoniza después de la polémica que generó la bofetada que propinó al humorista Chris Rock durante la gala de los Premios Óscar 2022.

## Premios
| Año  | Ceremonia           | Categoría                                        | Nominados  | Resultado | Ref |
| ---- | ------------------- | ------------------------------------------------ | ---------- | --------- | --- |
| 2023 | Premios NAACP Image | Naacp Image Award Al Mejor Actor En Una Película | Will Smith | Ganador   |     |